# Lathyrus sativus
La almorta, chícharo, guija, pito, tito o muela (Lathyrus sativus) es una especie perteneciente a la familia de las leguminosas (fabáceas), conocida en el ámbito mediterráneo y también en Asia y África.

## Denominaciones
El nombre científico de esta planta es Lathyrus sativus y su nombre común, dependiendo del sitio, son los de almorta, alverjón, arveja, arvejo cantudo, arvejote, bichas, cantuda, cicércula, chícharo, diente de muerto, fréjol de yerba, garbanzo de yerba, guija, muela, pedruelo, pinsol, pito o tito. En Cataluña, la llaman guixa.
Existe un grabado de Goya en su visión "Desastres de la Guerra" con el nombre de: "Gracias a la Almorta".

## Usos y toxicidad

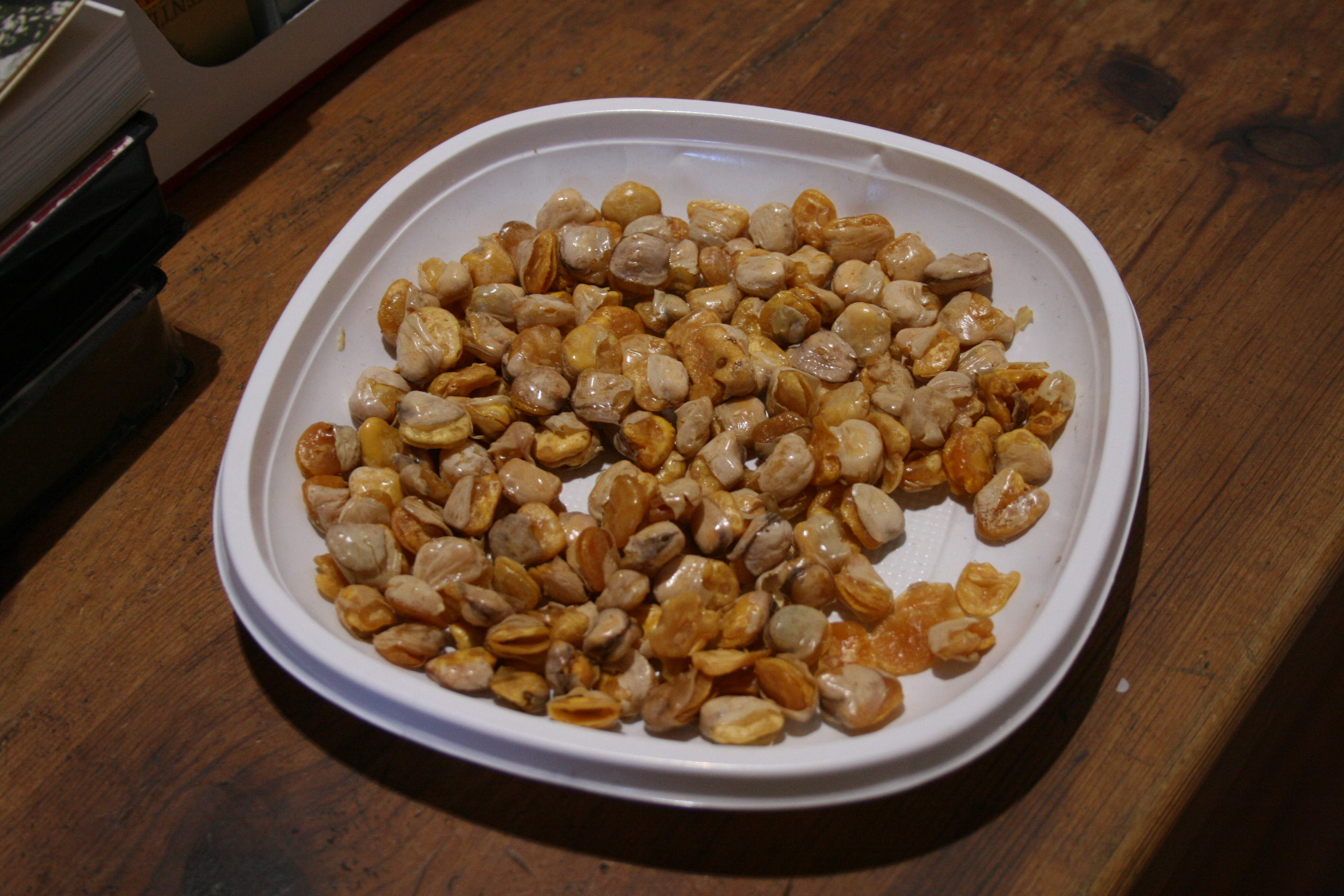
Almortas tostadas.

### Usos - gachas manchegas
En España tuvo, hasta su prohibición para el consumo humano en 1967, usos gastronómicos. La harina de almorta se consumió en muchos pueblos españoles y constituyó la base de las gachas manchegas. Se tiene constancia del uso de la almorta hace cuatro mil años en la India. Han sido un complemento en sopas, guisos, ensaladas y otros platos salados. La almorta es baja en grasas y con alto contenido en fibra. 
Durante la Guerra de la Independencia Española (1808-1814), las gachas fueron uno de los alimentos básicos de numerosa población.
Asimismo, durante la guerra civil española y el franquismo -hasta su prohibición en 1967- las gachas de almorta constituyeron un plato básico en la alimentación de las familias causado por la escasez. De hecho su producción y comercialización fueron promovidas por el franquismo.
En diciembre de 2018, el gobierno de Castilla-La Mancha junto con la AECOSAN, eliminaron esa prohibición tras un estudio que demostraba que el consumo esporádico de este producto es inofensivo; para que no fuese así se deberían consumir, según el estudio, 300 gramos diarios durante tres meses seguidos de este producto.

### Neurotoxicidad - Latirismo
Su abuso puede producir una enfermedad denominada latirosis o latirismo, afección de parálisis muscular, debido a su composición de ciertos aminoácidos llamados latirógenos que plantean problemas neurotóxicos en las personas, tal como se demostró en la población española durante el hambre de la posguerra civil.
En España, aunque la relación entre el consumo de almorta en gachas y la enfermedad neurotóxica conocida como latirismo se estableció en 1940 y 1941 por los médicos Ley y Oliver de la Riva —afectando a los miembros inferiores y con degeneración en huesos y articulación—, su prohibición no llegó hasta el año 1967, en pleno franquismo.
En 2010, un Comité Científico español que estudió la toxicidad del Lathyrus sativus consideró que «el consumo de almortas solo puede ser esporádico. De acuerdo con los estudios publicados por diversos autores, un contenido en ODAP (ácido s-N-oxalyl-diamino- propionico) inferior a un 0,15% en semillas de Lathyrus sativus se considera un umbral seguro para el consumo humano». La prohibición de su consumo permaneció vigente hasta el año 2018.

## Taxonomía
Lathyrus sativus fue descrita por Carolus Linnaeus y publicado en Species Plantarum 2: 730. 1753.
Sinonimia
- Lathyrus asiaticus (Zalkind) Kudr.
- Lathyrus sativas L.
- Lathyrus sativus subsp. asiaticus Zalkind[10]